# إخلاص (اسم)
إِخْلَاص هو اسم علم مذكر ومؤنث من أصل عربي، ومعناه هو الصدق والوفاء والأمانة.

## شخصيات تحمل الاسم
- أإخلاص القاضي صحفية اردنية.
- إخلاص المسباح ممثلة كويتية.
- إخلاص فخري شاعرة مصرية.
- إخلاص يخلف إعلامية أردنية.